# Список Героев Советского Союза (Забагонский — Западинский)
В настоящем списке представлены в алфавитном порядке все Герои Советского Союза, чьи фамилии начинаются с буквы «З» (всего 352 человека, из них двое удостоены звания дважды). Список содержит даты Указов Президиума Верховного Совета СССР о присвоении звания, информацию о роде войск, должности и воинском звании Героев на дату представления к присвоению звания Героя Советского Союза, годах их жизни.
Ударения в фамилиях Героев приведены по книге «Герои Советского Союза: Краткий биографический словарь / Пред. ред. коллегии И. Н. Шкадов. — М.: Воениздат, 1987. — Т. 1 /Абаев — Любичев/. — 911 с. — 100 000 экз. — ISBN отс., Рег. № в РКП 87-95382.».
- Персиковым цветом  в таблице выделены Герои, удостоенные звания дважды и более раз.
- Серым цветом  в таблице выделены Герои, представленные к званию посмертно.

| Навигационная таблица | Навигационная таблица                     |
| --------------------- | ----------------------------------------- |
| «З»                   | Забагонский Семён — Западинский Александр |
| «З»                   | Запорожан Игорь — Зенковский Аркадий      |
| «З»                   | Зенцов Владимир — Зюльковский Василий     |

| № п/п | Фамилия Имя Отчество                                                         | Дата Указа            | Род войск                           | Должность | Звание                           | Годы жизни              | БС ГС НЛ                        |
| ----- | ---------------------------------------------------------------------------- | --------------------- | ----------------------------------- | --- | -------------------------------- | ----------------------- | ------------------------------- |
| 1     | Забаго́нский Семён Александрович бел. Забагонскі Сямён Аляксандравіч          | 23.10.1943            | пехота                              | помощник командира взвода пешей разведки 835-го стрелкового полка 237-й стрелковой дивизии 40-й армии Воронежского фронта | сержант                          | 14.01.1910 — 27.01.1955 | [ БС 1 ] [ ГС 1 ] [ НЛ 1 ]      |
| 2     | Забалу́ев Вячеслав Михайлович                                                 | 29.05.1945            | генерал                             | командир 2-го истребительного авиационного корпуса 2-й воздушной армии 1-го Украинского фронта | генерал-майор                    | 14.03.1907 — 06.05.1971 | [ БС 1 ] [ ГС 2 ] [ НЛ 2 ]      |
| 3     | Забега́йло Иван Игнатьевич                                                    | 24.05.1943            | авиация                             | командир эскадрильи 1-го гвардейского истребительного авиационного полка 209-й истребительной авиационной дивизии 2-го истребительного авиационного корпуса 3-й воздушной армии Калининского фронта                                                                        | гвардии старший лейтенант        | 13.05.1917 — 23.12.1958 | [ БС 1 ] [ ГС 3 ] [ НЛ 3 ]      |
| 4     | Забе́лин Григорий Алексеевич                                                  | 28.04.1945            | инженер                             | командир отделения 59-го отдельного штурмового инженерно-сапёрного батальона 12-й штурмовой инженерно-сапёрной бригады РГК в составе войск 2-го Украинского фронта | старший сержант                  | 28.12.1912 — 25.06.1962 | [ БС 2 ] [ ГС 4 ] [ НЛ 4 ]      |
| 5     | Забе́лкин Николай Иванович                                                    | 03.06.1944            | артиллерия                          | начальник разведки дивизиона 58-го гвардейского миномётного полка Оперативной группы гвардейских миномётных частей 3-го Украинского фронта | гвардии лейтенант                | 21.04.1923 — 18.08.2006 | [ БС 3 ] [ ГС 5 ] [ НЛ 5 ]      |
| 6     | Забобо́нов Иван Семёнович                                                     | 24.03.1945            | пехота                              | командир батальона 1-го стрелкового полка 99-й стрелковой дивизии 2-го Украинского фронта | лейтенант                        | 30.08.1912 — 01.01.1945 | [ БС 3 ] [ ГС 6 ] [ НЛ 6 ]      |
| 7     | Заболо́тный Иван Николаевич укр. Заболотний Іван Миколайович                  | 04.03.1942            | авиация                             | командир звена 16-го истребительного авиационного полка 6-го истребительного авиационного корпуса Московской зоны ПВО | старший лейтенант                | 12.07.1916 — 04.01.1942 | [ БС 3 ] [ ГС 7 ] [ НЛ 7 ]      |
| 8     | Заболо́тский Анатолий Иванович                                                | 24.03.1945            | пехота                              | командир роты 1369-го стрелкового полка 417-й стрелковой дивизии 51-й армии 4-го Украинского фронта | лейтенант                        | 19.03.1911 — 05.09.1962 | [ БС 3 ] [ ГС 8 ] [ НЛ 8 ]      |
| 9     | Заборо́вский Константин Васильевич                                            | 10.01.1944            | танкист                             | командир танка 345-го танкового батальона 91-й отдельной танковой бригады 3-й гвардейской танковой армии 1-го Украинского фронта | лейтенант                        | 1919 — 08.11.1943       | [ БС 3 ] [ ГС 9 ] [ НЛ 9 ]      |
| 10    | Забо́рьев Степан Михайлович                                                   | 27.06.1945            | танкист                             | командир взвода танков Т-34 53-й гвардейской танковой бригады 6-го гвардейского танкового корпуса 3-й гвардейской танковой армии 1-го Украинского фронта | гвардии младший лейтенант        | 30.06.1921 — 05.03.1945 | [ БС 3 ] [ ГС 10 ] [ НЛ 10 ]    |
| 11    | Забоя́ркин Александр Васильевич                                               | 13.11.1943            | инженер                             | сапёр 368-го отдельного сапёрного батальона 240-й стрелковой дивизии 38-й армии Воронежского фронта | красноармеец                     | 23.07.1925 — 26.03.1996 | [ БС 3 ] [ ГС 11 ] [ НЛ 11 ]    |
| 12    | Забро́дин Николай Фёдорович                                                   | 04.06.1944            | пехота                              | командир 735-го стрелкового полка 166-й стрелковой дивизии 4-й ударной армии 1-го Прибалтийского фронта | подполковник                     | 19.12.1905 — 26.01.1988 | [ БС 4 ] [ ГС 12 ] [ НЛ 12 ]    |
| 13    | Забро́нский Анатолий Арсентьевич                                              | 21.02.1945            | артиллерия                          | командир батареи 997-го зенитно-артиллерийского полка 12-й зенитно-артиллерийской дивизии РГК в составе 65-й армии 1-го Белорусского фронта | капитан                          | 27.05.1921 — 04.10.1944 | [ БС 5 ] [ ГС 13 ] [ НЛ 13 ]    |
| 14    | Забы́рин Николай Владимирович                                                 | 27.06.1945            | авиация                             | командир звена 106-го гвардейского истребительного авиационного полка 11-й гвардейской истребительной авиационной дивизии 2-го гвардейского штурмового авиационного корпуса 2-й воздушной армии 1-го Украинского фронта                                                    | гвардии лейтенант                | 13.03.1923 — 29.04.1981 | [ БС 5 ] [ ГС 14 ] [ НЛ 14 ]    |
| 15    | Завадо́вский Михаил Николаевич                                                | 19.04.1945            | генерал                             | командир 8-го гвардейского стрелкового корпуса 11-й гвардейской армии 3-го Белорусского фронта | гвардии генерал-лейтенант        | 25.11.1900 — 29.01.1960 | [ БС 5 ] [ ГС 15 ] [ НЛ 15 ]    |
| 16    | Зава́дский Владимир Георгиевич бел. Завадскі Уладзімір Георгіевіч             | 26.10.1944            | авиация                             | заместитель командира эскадрильи 511-го отдельного разведывательного авиационного полка 5-й воздушной армии 2-го Украинского фронта | старший лейтенант                | 13.01.1919 — 20.06.1992 | [ БС 5 ] [ ГС 16 ] [ НЛ 16 ]    |
| 17    | Зава́лин Виктор Васильевич                                                    | 13.09.1944            | пехота                              | командир отделения мотострелкового батальона 2-й механизированной бригады 5-го механизированного корпуса 6-й танковой армии 2-го Украинского фронта | младший сержант                  | 11.12.1921 — 12.05.1978 | [ БС 5 ] [ ГС 17 ] [ НЛ 17 ]    |
| 18    | Зава́рзин Андрей Никитович                                                    | 31.05.1945            | артиллерия                          | командир дивизиона 287-го артиллерийского полка 143-й стрелковой дивизии 47-й армии 1-го Белорусского фронта | майор                            | 02.04.1919 — 09.05.1995 | [ БС 6 ] [ ГС 18 ] [ НЛ 18 ]    |
| 19    | Зава́рин Григорий Антонович                                                   | 06.03.1945            | авиация                             | флагштурман 51-го минно-торпедного полка 8-й минно-торпедной авиационной дивизии ВВС Балтийского флота | майор                            | 24.11.1902 — 30.09.1944 | [ БС 7 ] [ ГС 19 ] [ НЛ 19 ]    |
| 20    | Завары́кин Иван Александрович                                                 | 13.04.1944            | авиация                             | помощник по воздушно-стрелковой службе командира 806-го штурмового авиационного полка 206-я штурмовой авиационной дивизии 7-го штурмового авиационного корпуса 8-й воздушной армии 4-го Украинского фронта                                                                 | капитан                          | 23.10.1916 — 21.02.1945 | [ БС 7 ] [ ГС 20 ] [ НЛ 20 ]    |
| 21    | Завгоро́дний Василий Никифорович укр. Завгородній Василь Никифорович          | 19.03.1944            | артиллерия                          | командир миномётного взвода 185-го гвардейского стрелкового полка 60-й гвардейской стрелковой дивизии 12-й армии 3-го Украинского фронта | гвардии лейтенант                | 30.11.1911 — 31.08.1961 | [ БС 7 ] [ ГС 21 ] [ НЛ 21 ]    |
| 22    | Завгоро́дний Григорий Демидович                                               | 15.01.1944            | артиллерия                          | командир батареи 154-го гвардейского артиллерийского полка 76-й гвардейской стрелковой дивизии 61-й армии Центрального фронта | гвардии капитан                  | 09.11.1914 — 12.12.1955 | [ БС 7 ] [ ГС 22 ] [ НЛ 22 ]    |
| 23    | Завели́цкий Егор Митрофанович                                                 | 10.01.1944            | пехота                              | пулемётчик пулеметной роты 842-го стрелкового полка 240-й стрелковой дивизии 38-й армии Воронежского фронта | младший сержант                  | 1924 — 26.10.1943       | [ БС 7 ] [ ГС 23 ] [ НЛ 23 ]    |
| 24    | Заверталю́к Яков Гаврилович                                                   | 15.01.1944            | пехота                              | командир отделения 218-го гвардейского стрелкового полка 77-й гвардейской стрелковой дивизии 61-й армии Центрального фронта | гвардии старший сержант          | 27.09.1919 — 14.12.1969 | [ БС 8 ] [ ГС 24 ] [ НЛ 24 ]    |
| 25    | Завертя́ев Вениамин Анисимович                                                | 01.11.1943            | пехота                              | помощник по разведке начальника штаба 201-го стрелкового полка 84-й стрелковой дивизии 53-й армии Степного фронта | старший лейтенант                | 25.10.1915 — 25.06.1990 | [ БС 9 ] [ ГС 25 ] [ НЛ 25 ]    |
| 26    | Заверю́ха Николай Андреевич укр. Заверуха Микола Андрійович                   | 19.03.1944            | пехота                              | стрелок 78-го гвардейского стрелкового полка 25-й гвардейской стрелковой дивизии 6-й армии Юго-Западного фронта | гвардии красноармеец             | 1909 — 26.09.1943       | [ БС 9 ] [ ГС 26 ] [ НЛ 26 ]    |
| 27    | Заво́дский Матвей Никифорович                                                 | 24.03.1945            | пехота                              | командир взвода 682-го стрелкового полка 202-й стрелковой дивизии 27-й армии 2-го Украинского фронта | лейтенант                        | 05.08.1923 — 05.10.1944 | [ БС 9 ] [ ГС 27 ] [ НЛ 27 ]    |
| 28    | Заворы́згин Борис Сергеевич                                                   | 23.02.1945            | авиация                             | помощник по воздушно-стрелковой службе командира 76-го гвардейского штурмового авиационного полка 1-й гвардейской штурмовой авиационной дивизии 1-й воздушной армии 3-го Белорусского фронта                                                                               | гвардии старший лейтенант        | 11.03.1921 — 03.01.2003 | [ БС 9 ] [ ГС 28 ] [ НЛ 28 ]    |
| 29    | Завра́жнов Иван Дмитриевич                                                    | 28.09.1943            | авиация                             | командир 72-го разведывательного авиационного полка 6-й воздушной армии Северо-Западного фронта | подполковник                     | 11.11.1906 — 28.08.1943 | [ БС 9 ] [ ГС 29 ] [ НЛ 29 ]    |
| 30    | Завра́жнов Николай Николаевич                                                 | 28.04.1945            | инженер                             | командир роты 59-го отдельного штурмового инженерно-сапёрного батальона 12-й штурмовой инженерно-сапёрной бригады РГК в составе 46-й армии 2-го Украинского фронта | гвардии капитан                  | 1923 — 15.06.1980       | [ БС 9 ] [ ГС 30 ] [ НЛ 30 ]    |
| 31    | Завья́лов Николай Иванович                                                    | 13.09.1944            | пехота                              | командир 5-й гвардейской отдельной мотострелковой бригады 46-й армии 3-го Украинского фронта | гвардии подполковник             | 14.12.1913 — 26.03.1989 | [ БС 10 ] [ ГС 31 ] [ НЛ 31 ]   |
| 32    | Завья́лов Семён Акимович                                                      | 14.02.1943            | пехота                              | командир пулемётного отделения 936-го стрелкового полка 254-й стрелковой дивизии 27-й армии Северо-Западного фронта | красноармеец                     | 17.09.1908 — 28.04.1963 | [ БС 11 ] [ ГС 32 ] [ НЛ 32 ]   |
| 33    | Завья́лов Сергей Алексеевич                                                   | 24.03.1945            | инженер                             | командир отделения 270-го инженерно-сапёрного батальона 64-й инженерно-сапёрной бригады 8-й гвардейской армии 1-го Белорусского фронта | старшина                         | 08.09.1912 — 29.09.1998 | [ БС 11 ] [ ГС 33 ] [ НЛ 33 ]   |
| 34    | Зага́йнов Василий Фёдорович                                                   | 15.01.1944            | пехота                              | пулемётчик 1185-го стрелкового полка 356-й стрелковой дивизии 89-го стрелкового корпуса 61-й армии Центрального фронта | ефрейтор                         | 13.01.1903 — 04.10.1943 | [ БС 11 ] [ ГС 34 ] [ НЛ 34 ]   |
| 35    | Зага́йнов Георгий Прокопьевич                                                 | 15.01.1944            | инженер                             | командир сапёрного взвода 32-го гвардейского стрелкового полка 12-й гвардейской стрелковой дивизии 61-й армии Центрального фронта | гвардии лейтенант                | 21.09.1922 — 16.03.2000 | [ БС 11 ] [ ГС 35 ] [ НЛ 35 ]   |
| 36    | Зага́йнов Степан Тарасович                                                    | 10.04.1945            | танкист                             | командир танка Т-34 126-го танкового полка 17-й гвардейской механизированной бригады 6-го гвардейского механизированного корпуса 4-й танковой армии 1-го Украинского фронта                                                                                                | гвардии лейтенант                | 1921 — 04.02.1945       | [ БС 11 ] [ ГС 36 ] [ НЛ 36 ]   |
| 37    | Загари́нский Александр Григорьевич (Загоринский Александр Григорьевич)        | 26.04.1940            | пограничник                         | пулемётчик 4-го пограничного полка войск Народного комиссариата внутренних дел СССР | красноармеец                     | 1910 — август 1941      | ——                              |
| 38    | Загиду́лин Фахрутдин Гильмутдинович тат. Заһидуллин Фәхретдин Гыйлҗметдин улы | 21.07.1944            | инженер                             | командир отделения 913-го отдельного сапёрного батальона 4-го стрелкового корпуса 7-й армии Карельского фронта | сержант                          | 20.06.1911 — 07.01.1998 | [ БС 11 ] [ ГС 38 ] [ НЛ 37 ]   |
| 39    | Загно́й Владимир Карпович укр. Загной Володимир Карпович                      | 10.04.1945            | пехота                              | пулемётчик 175-го гвардейского стрелкового полка 58-й гвардейской стрелковой дивизии 5-й гвардейской армии 1-го Украинского фронта | гвардии красноармеец             | 08.01.1926 — 27.01.1945 | [ БС 12 ] [ ГС 39 ] [ НЛ 38 ]   |
| 40    | Загове́ньев Анатолий Иванович                                                 | 22.02.1944            | пехота                              | командир батальона 1310-го стрелкового полка 19-й стрелковой дивизии 7-й гвардейской армии Степного фронта | капитан                          | 19.03.1918 — 13.07.1997 | [ БС 13 ] [ ГС 40 ] [ НЛ 39 ]   |
| 41    | Загоро́днев Василий Иванович                                                  | 24.03.1945            | пехота                              | командир роты противотанковых ружей 62-го гвардейского отдельного истребительно-противотанкового дивизиона 55-й гвардейской стрелковой дивизии 28-й армии 1-го Белорусского фронта                                                                                         | гвардии капитан                  | 29.12.1919 — 29.07.1944 | [ БС 13 ] [ ГС 41 ] [ НЛ 40 ]   |
| 42    | Загоро́дский Михаил Филиппович укр. Загородський Михайло Пилипович            | 31.05.1945            | пехота                              | командир 1010-го стрелкового полка 266-й стрелковой дивизии 5-й ударной армии 1-го Белорусского фронта | полковник                        | 18.09.1902 — 18.11.1965 | [ БС 13 ] [ ГС 42 ] [ НЛ 41 ]   |
| 43    | Загору́лько Дмитрий Сергеевич укр. Загорулько Дмитро Сергійович               | 24.03.1945            | инженер                             | командир сапёрной роты 41-го отдельного сапёрного батальона 77-й стрелковой дивизии 51-й армии 4-го Украинского фронта | старший лейтенант                | 12.12.1915 — 10.05.1944 | [ БС 13 ] [ ГС 43 ] [ НЛ 42 ]   |
| 44    | Загре́бин Степан Васильевич                                                   | 13.09.1944            | пехота                              | старшина роты автоматчиков 859-го стрелкового полка 294-й стрелковой дивизии 52-й армии 2-го Украинского фронта | сержант                          | 29.07.1901 — 28.03.1944 | [ БС 13 ] [ ГС 44 ] [ НЛ 43 ]   |
| 45    | Загря́дский Иван Иванович                                                     | 27.06.1945            | артиллерия                          | командир 322-го гвардейского истребительно-противотанкового артиллерийского полка 8-й отдельной гвардейской истребительно-противотанковой артиллерийской бригады РГК в составе 40-й армии 1-го Украинского фронта                                                          | гвардии майор                    | 27.12.1918 — 18.01.1986 | [ БС 13 ] [ ГС 45 ] [ НЛ 44 ]   |
| 46    | Задко́в Василий Никифорович                                                   | 06.12.1949            | авиация                             | командир экипажа самолёта Пе-8 Управления полярной авиации Главного управления Северного морского пути | —                                | 15.08.1907 — 31.10.1996 | ——                              |
| 47    | Задо́рин Николай Степанович                                                   | 29.08.1939            | танкист                             | командир танковой роты 3-го танкового батальона 11-й лёгкой танковой бригады 1-й армейской группы | старший лейтенант                | 24.11.1908 — 15.09.1941 | ——                              |
| 48    | Задоро́жный Владимир Владимирович                                             | 25.10.1985            | артиллерия                          | заместитель командира батареи 1179-го артиллерийского полка 103-й воздушно-десантной дивизии ограниченного контингента советских войск в Афганистане | старший лейтенант                | 22.08.1955 — 28.05.1985 | ——                              |
| 49    | Задоро́жный Григорий Кириллович укр. Задорожний Григорій Кирилович            | 10.01.1944            | связисты                            | командир отделения роты связи 955-го стрелкового полка 309-й стрелковой дивизии 40-й армии Воронежского фронта | сержант                          | 16.03.1918 — 05.01.2006 | [ БС 15 ] [ ГС 49 ] [ НЛ 45 ]   |
| 50    | Задоро́жный Иван Тимофеевич укр. Задорожний Іван Тимофійович                  | 27.06.1945            | артиллерия                          | наводчик орудия 530-го армейского истребительно-противотанкового артиллерийского полка 28-й армии 1-го Украинского фронта | красноармеец                     | 18.01.1923 — 24.02.1983 | [ БС 15 ] [ ГС 50 ] [ НЛ 46 ]   |
| 51    | Задоро́жный Михаил Алексеевич укр. Задорожний Михайло Олексійович             | 16.05.1944            | инженер                             | сапёр 3-го гвардейского отдельного мотоинженерного батальона 19-го танкового корпуса 4-го Украинского фронта | гвардии красноармеец             | 1923 — 13.04.1944       | [ БС 15 ] [ ГС 51 ] [ НЛ 47 ]   |
| 52    | Задоро́жный Михаил Игнатьевич укр. Задорожний Михайло Гнатович                | 15.05.1946            | артиллерия                          | командир дивизиона 139-го миномётного полка 1-й миномётной бригады 5-й артиллерийской дивизии 4-го артиллерийского корпуса прорыва РГК в составе 3-й ударной армии 1-го Белорусского фронта                                                                                | капитан                          | 01.08.1920 — 28.01.2004 | [ БС 15 ] [ ГС 52 ] [ НЛ 48 ]   |
| 53    | Задоро́жный Яков Степанович укр. Задорожний Яків Степанович                   | 27.02.1945            | танкист                             | командир 35-й механизированной бригады 1-го механизированного корпуса 2-й гвардейской танковой армии 1-го Белорусского фронта | подполковник                     | 05.03.1912 — 29.01.1945 | [ БС 16 ] [ ГС 53 ] [ НЛ 49 ]   |
| 54    | Зае́вский Виктор Антонович                                                    | 23.02.1945            | авиация                             | заместитель командира эскадрильи 392-го ночного бомбардировочного авиационного полка 312-й ночной легкобомбардировочной авиационной дивизии 5-й воздушной армии 2-го Украинского фронта                                                                                    | капитан                          | 11.08.1909 — 21.08.1977 | [ БС 17 ] [ ГС 54 ] [ НЛ 50 ]   |
| 55    | Зажи́гин Иван Степанович                                                      | 21.07.1944            | пехота                              | командир пулемётного отделения 300-го гвардейского стрелкового полка 99-й гвардейской стрелковой дивизии 7-й армии Карельского фронта | гвардии младший сержант          | 22.07.1925 — 19.09.2001 | [ БС 17 ] [ ГС 55 ] [ НЛ 51 ]   |
| 56    | Заи́ка Григорий Андреевич укр. Заїка Григорій Андрійович                      | 10.02.1943            | пехота                              | командир роты 272-го стрелкового полка 123-й стрелковой дивизии 67-й армии Ленинградского фронта | старший лейтенант                | 13.10.1909 — 04.09.1960 | [ БС 17 ] [ ГС 56 ] [ НЛ 52 ]   |
| 57    | Заи́кин Василий Александрович                                                 | 27.02.1945            | танкист                             | командир взвода танков Т-34 2-го танкового батальона 49-й гвардейской танковой бригады 12-го гвардейского танкового корпуса 2-й гвардейской танковой армии 1-го Белорусского фронта                                                                                        | гвардии лейтенант                | 01.01.1922 — 22.09.1999 | [ БС 17 ] [ ГС 57 ] [ НЛ 53 ]   |
| 58    | Заи́кин Иван Евдокимович                                                      | 29.06.1945            | артиллерия                          | командир 496-го горно-вьючного миномётного полка 18-й армии 4-го Украинского фронта | подполковник                     | 23.09.1907 — 17.10.1982 | [ БС 17 ] [ ГС 58 ] [ НЛ 54 ]   |
| 59    | Заи́кин Митрофан Моисеевич                                                    | 06.04.1945            | генерал                             | командир 143-й стрелковой дивизии 47-й армии 1-го Белорусского фронта | генерал-майор                    | 19.11.1901 — 06.02.1979 | [ БС 17 ] [ ГС 59 ] [ НЛ 55 ]   |
| 60    | Заи́кин Сергей Яковлевич                                                      | 29.06.1945            | авиация                             | командир звена 6-го отдельного гвардейского штурмового авиационного полка 3-й воздушной армии 3-го Белорусского фронта | гвардии лейтенант                | 01.07.1914 — 27.03.1984 | [ БС 17 ] [ ГС 60 ] [ НЛ 56 ]   |
| 61    | Заи́кин Фёдор Михайлович                                                      | 29.10.1943            | пехота                              | помощник командира взвода 346-й отдельной разведывательной роты 253-й стрелковой дивизии 40-й армии Воронежского фронта | старший сержант                  | 16.0.1916 — 13.02.1995  | [ БС 18 ] [ ГС 61 ] [ НЛ 57 ]   |
| 62    | Заимов Владимир Стоянов болг. Заимов Владимир Стоянов                        | 30.05.1972            | ГРУ                                 | агент 5-го Управления Наркомата обороны СССР, советский разведчик-нелегал в Болгарии | генерал-полковник армии Болгарии | 08.12.1888 — 01.06.1942 | ——                              |
| 63    | За́йкин Иван Михайлович                                                       | 29.03.1942            | авиация                             | заместитель командира 750-го дальнебомбардировочного авиационного полка 1-й ночной тяжёлой бомбардировочной авиационной дивизии Дальнебомбардировочной авиации | майор                            | 20.03.1904 — 30.03.1968 | [ БС 20 ] [ ГС 63 ] [ НЛ 58 ]   |
| 64    | Зайко́вский Николай Васильевич                                                | 26.10.1943            | пехота                              | командир 585-го стрелкового полка 213-й стрелковой дивизии 1-й гвардейской армии Степного фронта | майор                            | 14.12.1902 — 18.03.1944 | [ БС 20 ] [ ГС 64 ] [ НЛ 59 ]   |
| 65    | За́йцев Александр Андреевич                                                   | 17.11.1939            | авиация                             | командир 70-го истребительного авиационного полка 1-й армейской группы | капитан                          | 12.12.1911 — 25.12.1965 | ——                              |
| 66    | За́йцев Алексей Дмитриевич                                                    | 04.02.1944            | авиация                             | помощник командира 707-го ночного ближнебомбардировочного авиационного полка 313-й ночной ближнебомбардировочной авиационной дивизии 15-й воздушной армии Брянского фронта                                                                                                 | старший лейтенант                | 15.05.1914 — 10.04.1995 | [ БС 20 ] [ ГС 66 ] [ НЛ 60 ]   |
| 67    | За́йцев Борис Михайлович                                                      | 18.08.1945            | авиация                             | заместитель командира эскадрильи 783-го штурмового авиационного полка 199-й штурмовой авиационной дивизии 4-го штурмового авиационного корпуса 4-й воздушной армии 2-го Белорусского фронта                                                                                | старший лейтенант                | 04.01.1921 — 02.03.1983 | [ БС 20 ] [ ГС 67 ] [ НЛ 61 ]   |
| 68    | За́йцев Валентин Алексеевич                                                   | 18.08.1945            | авиация                             | командир звена 828-го штурмового авиационного полка 260-й штурмовой авиационной дивизии 4-й воздушной армии 2-го Белорусского фронта | лейтенант                        | 28.09.1922 — 03.01.1986 | [ БС 20 ] [ ГС 68 ] [ НЛ 62 ]   |
| 69    | За́йцев Василий Александрович                                                 | 05.05.1942 24.08.1943 | авиация                             | штурман 5-го гвардейского истребительного авиационного полка ВВС Калининского фронта командир 5-го гвардейского истребительного авиационного полка 207-й истребительной авиационной дивизии 3-го смешанного авиационного корпуса 17-й воздушной армии Юго-Западного фронта | гвардии майор                    | 10.01.1911 — 19.05.1961 | [ БС 21 ] [ ГС 69 ] [ НЛ 63 ]   |
| 70    | За́йцев Василий Васильевич                                                    | 15.01.1944            | пехота                              | командир взвода 1181-го стрелкового полка 356-й стрелковой дивизии 61-й армии Центрального фронта | старшина                         | 06.04.1912 — 14.02.1994 | [ БС 22 ] [ ГС 70 ] [ НЛ 64 ]   |
| 71    | За́йцев Василий Владимирович                                                  | 27.06.1945            | авиация                             | командир эскадрильи 482-го истребительного авиационного полка 322-й истребительной авиационной дивизии 2-го истребительного авиационного корпуса 2-й воздушной армии 1-го Украинского фронта                                                                               | майор                            | 18.04.1920 — 21.04.2001 | [ БС 22 ] [ ГС 71 ] [ НЛ 65 ]   |
| 72    | За́йцев Василий Георгиевич                                                    | 23.02.1945            | авиация                             | командир эскадрильи 766-го штурмового авиационного полка 211-й штурмовой авиационной дивизии 3-й воздушной армии 1-го Прибалтийского фронта | старший лейтенант                | 23.03.1916 — 30.09.1956 | [ БС 22 ] [ ГС 72 ] [ НЛ 66 ]   |
| 73    | За́йцев Василий Григорьевич                                                   | 22.02.1943            | пехота                              | снайпер 1047-го стрелкового полка 284-й стрелковой дивизии 62-й армии Сталинградского фронта | младший лейтенант                | 23.03.1915 — 15.12.1991 | [ БС 22 ] [ ГС 73 ] [ НЛ 67 ]   |
| 74    | За́йцев Василий Иванович                                                      | 06.04.1945            | танкист                             | командир 61-й гвардейской танковой бригады 10-го гвардейского танкового корпуса 4-й танковой армии 1-го Украинского фронта | гвардии подполковник             | 12.02.1911 — 13.04.1982 | [ БС 23 ] [ ГС 74 ] [ НЛ 68 ]   |
| 75    | За́йцев Василий Иванович                                                      | 24.03.1945            | танкист                             | командир взвода танков Т-34 1-го танкового батальона 29-й гвардейской танковой бригады 3-й ударной армии 2-го Прибалтийского фронта | гвардии лейтенант                | 22.12.1918 — 18.07.1944 | [ БС 22 ] [ ГС 75 ] [ НЛ 69 ]   |
| 76    | За́йцев Василий Михайлович                                                    | 17.12.1941            | танкист                             | командир танкового взвода 46-го танкового полка 46-й танковой бригады 4-й отдельной армии Ставки Верховного Главнокомандования | младший лейтенант                | 26.08.1910 — 07.12.1941 | [ БС 24 ] [ ГС 76 ] [ НЛ 70 ]   |
| 77    | За́йцев Василий Петрович                                                      | 24.03.1945            | пехота                              | командир роты 297-го стрелкового полка 184-й стрелковой дивизии 5-й армии 3-го Белорусского фронта | старший лейтенант                | 26.02.1916 — 15.10.1944 | [ БС 24 ] [ ГС 77 ] [ НЛ 71 ]   |
| 78    | За́йцев Вениамин Леонидович                                                   | 24.03.1945            | пехота                              | разведчик 52-й гвардейской отдельной разведывательной роты 51-й гвардейской стрелковой дивизии 6-й гвардейской армии 1-го Прибалтийского фронта | гвардии сержант                  | 24.04.1923 — 20.07.1944 | [ БС 24 ] [ ГС 78 ] [ НЛ 72 ]   |
| 79    | За́йцев Геннадий Николаевич                                                   | 01.12.1986            | КГБ                                 | командир группа «А» Седьмого управления КГБ СССР | полковник                        | род. 11.09.1934         | ——                              |
| 80    | За́йцев Дмитрий Александрович                                                 | 02.08.1941            | авиация                             | командир звена 2-го истребительного авиационного полка 36-й истребительной авиационной дивизии ВВС Юго-Западного фронта | младший лейтенант                | 18.10.1918 — 01.10.1944 | [ БС 24 ] [ ГС 80 ] [ НЛ 73 ]   |
| 81    | За́йцев Дмитрий Михайлович                                                    | 15.05.1946            | авиация                             | старший лётчик 91-го гвардейского штурмового авиационного полка 4-й гвардейской штурмовой авиационной дивизии 5-го штурмового авиационного корпуса 5-й воздушной армии 2-го Украинского фронта                                                                             | гвардии лейтенант                | 07.12.1922 — 09.09.1980 | [ БС 24 ] [ ГС 81 ] [ НЛ 74 ]   |
| 82    | За́йцев Иван Дмитриевич                                                       | 06.04.1945            | инженер                             | командир 40-й инженерно-сапёрной бригады 3-й гвардейской армии 1-го Украинского фронта | полковник                        | 22.09.1909 — 07.12.1993 | [ БС 24 ] [ ГС 82 ] [ НЛ 75 ]   |
| 83    | За́йцев Иван Николаевич                                                       | 24.03.1945            | пехота                              | начальник штаба 209-го гвардейского стрелкового полка 73-й гвардейской стрелковой дивизии 57-й армии 3-го Украинского фронта | гвардии майор                    | 08.03.1923 — 28.05.1997 | [ БС 26 ] [ ГС 83 ] [ НЛ 76 ]   |
| 84    | За́йцев Иван Петрович                                                         | 30.10.1943            | пехота                              | командир пулемётной роты 685-го стрелкового полка 193-й стрелковой дивизии 65-й армии Центрального фронта | лейтенант                        | 01.03.1922 — 09.03.1963 | [ БС 27 ] [ ГС 84 ] [ НЛ 77 ]   |
| 85    | За́йцев Иван Степанович бел. Зайцаў Іван Сцяпанавіч                           | 31.05.1945            | пехота                              | командир отделения 1050-го стрелкового полка 301-й стрелковой дивизии 5-й ударной армии 1-го Белорусского фронта | сержант                          | 09.10.1926 — 16.04.1945 | [ БС 27 ] [ ГС 85 ] [ НЛ 78 ]   |
| 86    | За́йцев Иван Фёдорович                                                        | 21.09.1943            | артиллерия                          | наводчик орудия 12-го истребительно-противотанкового артиллерийского полка 6-го танкового корпуса 6-й гвардейской армии Воронежского фронта | сержант                          | 18.09.1913 — 12.04.1981 | [ БС 27 ] [ ГС 86 ] [ НЛ 79 ]   |
| 87    | За́йцев Константин Фёдорович                                                  | 01.11.1943            | пехота                              | разведчик 496-й отдельной разведывательной роты 236-й стрелковой дивизии 46-й армии Степного фронта | красноармеец                     | 25.08.1914 — 03.06.1977 | [ БС 27 ] [ ГС 87 ] [ НЛ 80 ]   |
| 88    | За́йцев Михаил Митрофанович                                                   | 22.11.1983            | генерал                             | главнокомандующий Группы советских войск в Германии | генерал армии                    | 23.11.1923 — 22.01.2009 | ——                              |
| 89    | За́йцев Николай Иванович                                                      | 22.02.1944            | авиация                             | заместитель командира эскадрильи 9-го гвардейского минно-торпедного авиационного полка 5-й минно-торпедной авиационной дивизии ВВС Северного флота | гвардии старший лейтенант        | 06.11.1917 — 11.05.1944 | [ БС 27 ] [ ГС 89 ] [ НЛ 81 ]   |
| 90    | За́йцев Николай Ильич                                                         | 15.05.1946            | авиация                             | заместитель командира эскадрильи 208-го штурмового авиационного полка 227-й штурмовой авиационной дивизии 8-го штурмового авиационного корпуса 8-й воздушной армии 4-го Украинского фронта                                                                                 | старший лейтенант                | 30.07.1918 — 30.08.1995 | [ БС 27 ] [ ГС 90 ] [ НЛ 82 ]   |
| 91    | За́йцев Николай Сергеевич                                                     | 27.06.1945            | авиация                             | командир 80-го гвардейского бомбардировочного авиационного полка 1-й гвардейской бомбардировочной авиационной дивизии 6-го гвардейского бомбардировочного авиационного корпуса 2-й воздушной армии 1-го Украинского фронта                                                 | гвардии подполковник             | 06.12.1911 — 02.11.1971 | [ БС 28 ] [ ГС 91 ] [ НЛ 83 ]   |
| 92    | За́йцев Николай Яковлевич бел. Зайцаў Мікалай Якаўлевіч                       | 29.06.1945            | авиация                             | командир звена 996-го штурмового авиационного полка 224-й штурмовой авиационной дивизии 8-го штурмового авиационного корпуса 8-й воздушной армии 4-го Украинского фронта                                                                                                   | старший лейтенант                | 25.03.1923 — 18.02.2012 | [ БС 29 ] [ ГС 92 ] [ НЛ 84 ]   |
| 93    | За́йцев Павел Михайлович                                                      | 26.02.1945            | пехота                              | командир отделения 359-го стрелкового полка 50-й стрелковой дивизии 52-й армии 1-го Украинского фронта | старший сержант                  | 1923 — 30.01.1945       | [ БС 29 ] [ ГС 93 ] [ НЛ 85 ]   |
| 94    | За́йцев Степан Харитонович                                                    | 24.03.1945            | пехота                              | командир батальона 196-го гвардейского стрелкового полка 67-й гвардейской стрелковой дивизии 6-й гвардейской армии 1-го Прибалтийского фронта | гвардии старший лейтенант        | 10.05.1918 — 07.10.1992 | [ БС 29 ] [ ГС 94 ] [ НЛ 86 ]   |
| 95    | За́йцев Яков Павлович                                                         | 03.06.1944            | пехота                              | командир взвода противотанковых ружей 336-го гвардейского стрелкового полка 120-й гвардейской стрелковой дивизии 3-й армии 1-го Белорусского фронта | гвардии младший лейтенант        | 06.01.1918 — 19.05.1973 | [ БС 29 ] [ ГС 95 ] [ НЛ 87 ]   |
| 96    | Заию́льев Николай Николаевич укр. Зайюльєв Микола Миколайович                 | 29.08.1939            | пехота                              | командир 603-го стрелкового полка 82-й мотострелковой дивизии 1-й армейской группы | майор                            | 01.11.1906 — 25.09.1986 | ——                              |
| 97    | Заки́ров Ахмет Закирович баш. Закиров Әхмәт Закир улы                         | 15.01.1944            | пехота                              | командир взвода 239-го гвардейского стрелкового полка 76-й гвардейской стрелковой дивизии 61-й армии Центрального фронта | гвардии младший лейтенант        | 19.03.1911 — 29.03.1988 | [ БС 29 ] [ ГС 97 ] [ НЛ 88 ]   |
| 98    | Заки́ров Гали Закирович тат. Закиров Гали Закир улы                           | 10.01.1944            | десантники                          | командир отделения 8-го гвардейского воздушно-десантного полка 3-й гвардейской воздушно-десантной дивизии 60-й армии Воронежского фронта | гвардии младший сержант          | 1910 — февраль 1944     | [ БС 29 ] [ ГС 98 ] [ НЛ 89 ]   |
| 99    | Закле́па Кирилл Петрович укр. Заклепа Кирило Петрович                         | 19.04.1945            | авиация                             | командир 311-й штурмовой авиационной дивизии 1-й воздушной армии 3-го Белорусского фронта | подполковник                     | 14.02.1906 — 30.11.1972 | [ БС 30 ] [ ГС 99 ] [ НЛ 90 ]   |
| 100   | Заклю́ка Иван Степанович укр. Заклюка Іван Степанович                         | 17.10.1943            | комиссар                            | комсорг батальона 248-й отдельной курсантской стрелковой бригады 60-й армии Центрального фронта | лейтенант                        | 06.02.1919 — 25.06.1986 | [ БС 31 ] [ ГС 100 ] [ НЛ 91 ]  |
| 101   | Зако́ркин Николай Степанович                                                  | 24.03.1945            | пехота                              | командир отделения 60-го стрелкового полка 65-й стрелковой дивизии 14-й армии Карельского фронта | старший сержант                  | 07.03.1917 — 08.10.1944 | [ БС 31 ] [ ГС 101 ] [ НЛ 92 ]  |
| 102   | Закудря́ев Владимир Петрович                                                  | 17.11.1943            | морской флот                        | помощник командира взвода 386-го отдельного батальона морской пехоты Новороссийской военно-морской базы Черноморского флота | главный старшина                 | 19.06.1911 — 17.06.1958 | [ БС 31 ] [ ГС 102 ] [ НЛ 93 ]  |
| 103   | Закурда́ев Степан Алексеевич                                                  | 26.04.1944            | пехота                              | наводчик противотанкового ружья мотострелкового батальона 21-й гвардейской механизированной бригады 8-го гвардейского механизированного корпуса 1-й танковой армии 1-го Украинского фронта                                                                                 | гвардии ефрейтор                 | 27.12.1925 — 26.04.1982 | [ БС 31 ] [ ГС 103 ] [ НЛ 94 ]  |
| 104   | Закуте́нко Николай Фёдорович укр. Закутенко Микола Федорович                  | 23.10.1943            | пехота                              | командир роты 198-го гвардейского стрелкового полка 68-й гвардейской стрелковой дивизии 40-й армии Воронежского фронта | гвардии старший лейтенант        | 22.05.1922 — 11.06.1985 | [ БС 31 ] [ ГС 104 ] [ НЛ 95 ]  |
| 105   | Зале́вский Владимир Николаевич                                                | 30.01.1943            | авиация                             | командир звена 157-го истребительного авиационного полка ВВС 4-й ударной армии Калининского фронта | лейтенант                        | 15.07.1918 — 05.07.1943 | [ БС 31 ] [ ГС 105 ] [ НЛ 96 ]  |
| 106   | Зале́сов Прохор Денисович                                                     | 11.04.1940            | Авточасти и шофёры всех родов войск | шофёр 301-го гаубичного артиллерийского полка РГК в составе 7-й армии Северо-Западного фронта | красноармеец                     | 03.08.1914 — 29.05.1981 | [ БС 32 ] [ ГС 106 ] [ НЛ 97 ]  |
| 107   | Зали́лов Муса Мустафович (Муса Джалиль) тат. Җәлилов Муса Мостафа улы         | 02.02.1956            | комиссар                            | военный корреспондент армейской газеты «Отвага» 2-й ударной армии Волховского фронта | старший политрук                 | 15.02.1906 — 25.08.1944 | ——                              |
| 108   | Зама́нов Хасан Заманович тат. Заманов Хәсән Заман улы                         | 10.01.1944            | пехота                              | стрелок 465-го стрелкового полка 167-й стрелковой дивизии 38-й армии Воронежского фронта | красноармеец                     | 14.09.1912 — 20.11.1956 | [ БС 33 ] [ ГС 108 ] [ НЛ 98 ]  |
| 109   | Замира́лов Павел Васильевич                                                   | 22.02.1944            | инженер                             | понтонёр 2-го гвардейского отдельного моторизированного понтонно-мостового батальона 4-й понтонно-мостовой бригады РГК в составе 8-й гвардейской армии 3-го Украинского фронта                                                                                             | гвардии красноармеец             | 21.09.1918 — 13.11.1995 | [ БС 33 ] [ ГС 109 ] [ НЛ 99 ]  |
| 110   | Заму́ла Михаил Гаврилович укр. Замула Михайло Гаврилович                      | 19.03.1944            | пехота                              | командир отделения пулемётной роты 592-го стрелкового полка 203-й стрелковой дивизии 12-й армии Юго-Западного фронта | сержант                          | 05.11.1925 — 05.06.1988 | [ БС 33 ] [ ГС 110 ] [ НЛ 100 ] |
| 111   | Заму́ла Михаил Кузьмич                                                        | 10.01.1944            | танкист                             | командир танкового взвода 200-й танковой бригады 6-го танкового корпуса 1-й танковой армии Воронежского фронта | лейтенант                        | 24.10.1914 — 06.06.1984 | [ БС 33 ] [ ГС 111 ] [ НЛ 101 ] |
| 112   | Замула́ев Михаил Афанасьевич                                                  | 24.03.1945            | пехота                              | командир взвода 830-го стрелкового полка 238-й стрелковой дивизии 50-й армии 2-го Белорусского фронта | младший лейтенант                | 20.11.1924 — 28.06.1944 | [ БС 34 ] [ ГС 112 ] [ НЛ 102 ] |
| 113   | Замча́лов Пётр Иванович                                                       | 06.04.1945            | танкист                             | корпусной инженер 9-го гвардейского танкового корпуса 2-й гвардейской танковой армии 1-го Белорусского фронта | гвардии инженер-майор            | 20.09.1913 — 21.01.1985 | [ БС 35 ] [ ГС 113 ] [ НЛ 103 ] |
| 114   | Замя́тин Иван Петрович                                                        | 06.12.1949            | авиация                             | командир корабля Ли-2 65-го отдельного транспортного авиационного полка специального назначения авиации Военно-морского Флота СССР | капитан                          | 21.06.1913 — 03.12.2003 | ——                              |
| 115   | За́нин Иван Дмитриевич                                                        | 18.08.1945            | авиация                             | командир эскадрильи 312-го штурмового авиационного полка 233-я штурмовой авиационной дивизии 4-й воздушной армии 2-го Белорусского фронта | капитан                          | 21.06.1914 — 25.05.1961 | [ БС 35 ] [ ГС 115 ] [ НЛ 104 ] |
| 116   | Запади́нский Александр Семёнович укр. Западинський Олександр Семенович        | 04.02.1944            | авиация                             | лётчик-наблюдатель 118-й отдельной дальнеразведывательной авиационной эскадрильи 7-й воздушной армии Карельского фронта | старший лейтенант                | 06.06.1914 — 27.11.2002 | [ БС 35 ] [ ГС 116 ] [ НЛ 105 ] |

| Навигационная таблица | Навигационная таблица                     |
| --------------------- | ----------------------------------------- |
| «З»                   | Забагонский Семён — Западинский Александр |
| «З»                   | Запорожан Игорь — Зенковский Аркадий      |
| «З»                   | Зенцов Владимир — Зюльковский Василий     |